# 勐腊镇
勐腊镇，是中华人民共和国云南省西双版纳傣族自治州勐腊县下辖的一个乡镇级行政单位。

## 行政区划
勐腊镇下辖以下地区：
北路社区、景岗社区、新城社区、曼它拉路社区、城子村、龙林村、曼庄村、曼纳伞村、曼龙代村、补蚌村、曼旦村、国营勐腊农场场部生活区、国营勐腊农场二分场生活区、国营勐腊农场三分场生活区和国营勐腊农场四分场生活区。

## 中国传统村落
2013年8月，曼龙勒村、曼旦村被评为第二批中国传统村落。